# Ageneiosus vittatus
Ageneiosus vittatus es una especie de pez de la familia Auchenipteridae en el orden de los Siluriformes.

## Morfología
• Los machos pueden llegar alcanzar los 22 cm de longitud total.

## Distribución geográfica
Se encuentran en Sudamérica: río Orinoco y cuenca del río Amazonas.